# 立山山麓温泉
立山山麓温泉（たてやまさんろくおんせん）は、富山県富山市原にある温泉である。

## 泉質
- 源泉所在地 - 富山県富山市原字尊谷割9-6[1]。源泉の深さは1,215m[2]
- ナトリウム炭酸水素塩泉[3]。湧出量は動力揚水で毎分35.7リットル、泉温39.3℃、pH8.82、溶存物質1,248㎎/㎏[2]。
  - 切り傷、やけど、慢性皮膚病に効能があるとされている（立山国際ホテルの場合[4]。宿泊施設ごとに効能は異なる[5]）。

## 温泉街
立山山麓スキー場付近の複数のホテルやロッジ、ペンション、旅館などで構成されている。2000年の立山山麓温泉開湯により温泉の供給を始めた施設も多い。
- ホテルテトラリゾート立山国際 - 1975年12月におおやま国体の開催に合わせて『立山国際ホテル』創業[4]。立山山麓温泉の使用は浴槽を改修した2000年4月26日から[3]。さらに同年10月には、重曹水の温泉が噴出している[4]。2012年5月9日、ホテル社名を変更し、建物をグランドリニューアルオープンさせた[6]。2019年3月22日、ホクタテが中堅ホテルチェーンのホテルテトラ（北海道函館市）のグループ会社のホテルテトラO2（滋賀県大津市）に立山国際ホテルの全株式を譲渡し[7]、『ホテルテトラリゾート立山国際』に改称した。
- グリーンビュー立山 - 2000年4月中に温泉の供給を開始[3]。
- 森の雫 - 旧称『第一山荘』（温泉湧出を機に『森の雫』に改名）。敷地内に立山山麓温泉の源泉がある[8]。2000年7月中に露天風呂を新設[3]。現在は廃業している。
- ロッジプータロー[9]
- ロッジ太郎[10]
- ロッジ雷鳥[10]
- クレヨンハウス[9]
- びんてるめいけん[11]
- ペンション 愛花夢[11]
- 山の宿 やまびこ[12]
- ホテルやまふじ[12]

## 歴史
1998年4月2日より、立山山麓温泉開発が第一山荘（ホテル第一荘、現・森の雫）敷地内の駐車場で1,215ｍのボーリングをした結果、温泉が湧き出た。同年6月10日、富山県衛生研究所が成分を調査した。宿泊施設への温泉供給は、2000年4月26日に、立山国際ホテルへ温泉の供給を開始したのが最初である。同年10月9日には源泉地に温泉スタンドが設置された。

## 周辺
- 立山山麓スキー場
- 立山山麓家族旅行村
- 立山大橋